# Ninja Theory
Ninja Theory — британський розробник ексклюзивних відеоігор, що базується в Кембриджі та належить Xbox Game Studios, дочірній компанії Microsoft. Студія була заснована Тамімом Антоніадесем, Ніною Крістенсен та Майком Боллом як Just Add Monsters в березні 2000 року. Вона була придбана розробником Argonaut Games того ж року і стала її дочірнім підприємством. Першим проєктом Just Add Monsters став соціальний файтинг Kung Fu Chaos.
Студія викупила себе в адміністративного управління Argonaut під час її ліквідації в жовтні 2004 року і провела ребрендинг, змінивши назву на Ninja Theory, але зазнала фінансових негараздів. Компанія Sony Computer Entertainment допомогла команді уникнути банкрутства й виділила чимало коштів на розробку пригодницького бойовика Heavenly Sword. Через низькі продажі гри Ninja Theory втратила всі свої власні технології внаслідок договірних угод з Sony. Потім команда розпочала розробку Enslaved: Odyssey to the West, чергового пригодницького бойовика, написаного Антоніадесом та Алексом Ґарлендом, який спіткав комерційний провал попри загалом схвальні відгуки. Згодом Ninja Theory розробила DmC: Devil May Cry, перезапуск серії Devil May Cry, дизайн якого деякі шанувальники сприйняли настільки негативно, що розробникам погрожували вбивством.
Після завершення розробки DmC студія розпочала диверсифікацію свого ігрового портфеля та зайнялася контрактною роботою з видавцями. Ninja Theory також доручила невеликій команді розробити першу самостійно видану гру Hellblade: Senua's Sacrifice. Команда створила бізнес-модель «незалежної AAA» — відеогри з невеликим бюджетом, яка водночас має високі виробничі якості. Senua's Sacrifice, що досліджує тему психозу, здобула комерційний та критичний успіх. У червні 2018 року було оголошено, що Ninja Theory уклала угоду про своє придбання Microsoft і стала частиною Xbox Game Studios. У 2024 році студія випустила Senua's Saga: Hellblade II.

## Історія

### Just Add Monsters (2000—2004)

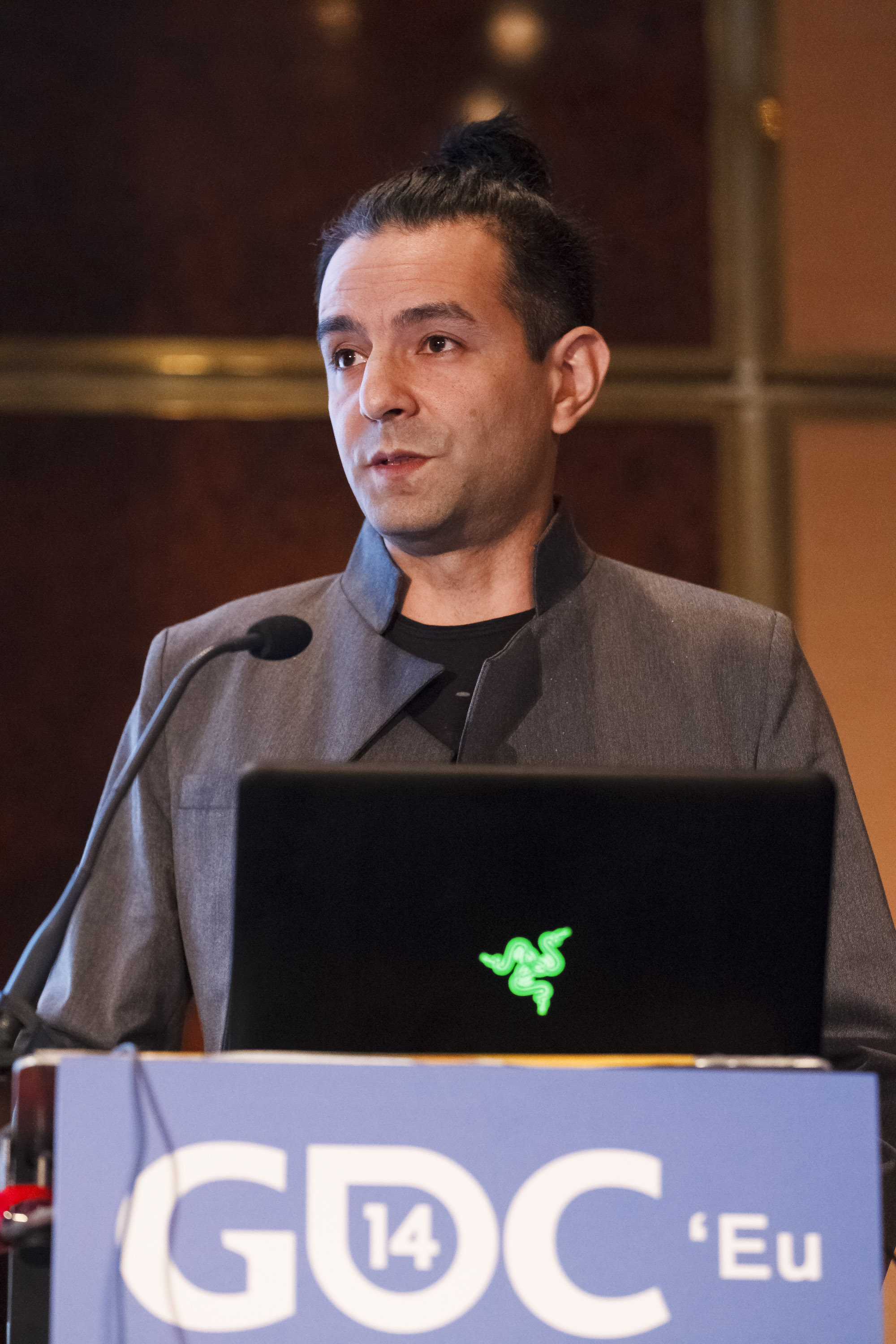
Тамім Антоніадес, співзасновник Ninja Theory

Тамім Антоніадес, Ніна Крістенсен та Майк Болл заснували Just Add Monsters в березні 2000 року за 3 тисячі £. На той час студія не мала ані достатньо грошей, обладнання чи технологій. Антоніадес мав ідеї стосовно гри про кунг-фу, які він використав для соціального файтингу Kung Fu Chaos — першого проєкту студії. Команда почала активно шукати інвестиції у великих видавців відеоігор, але жоден із них не виявив інтересу до фінансування гри. Натомість вона отримала кілька пропозицій щодо її купівлі іншими розробниками. Коли в співзасновників почали закінчуватися гроші вона погодилася на своє придбання студією Argonaut Games у вересні 2000 року.
За підтримки та фінансування Argonaut команда змогла переїхати до належного офісу, найняти ще 17 співробітників та придбати технології, необхідні для створення відеогри. Розробники створили демоверсію ігрового процесу Kung Fu Chaos та представила її видавцю Microsoft Games Studios. Той був готовий надати фінансування для розробки проєкту, щоби мати сильну стартову лінійку для майбутньої консолі Xbox. Microsoft також надала підтримку Just Add Monsters під час виробництва гри. Проте Microsoft не вдалося належним чином підготувати маркетингову кампанію гру; наприклад, для випуску не було створено жодних рекламних матеріалів. Kung Fu Chaos отримала неоднозначні відгуки, а її продажі виявилися невтішними. Антоніадес був розчарований і шокований тим, що Microsoft «відправить [гру] на смерть», але зрозумів її рішення вкласти свої ресурси в інші прибутковіші проєкти.
Перед випуском Kung Fu Chaos студія вже активно розробляла її продовження, вирішивши зробити його «дорослішим», чому сприяли відгуки гравців про попередню гру. Хоча команда очікувала продовження видавничих відносин із Microsoft, компанія відмовилася фінансувати продовження. Оскільки Microsoft зберегла права інтелектуальної власності на Kung Fu Chaos, а Just Add Monsters не мала достатньо ресурсів, щоби почати з нуля, і не могла використовувати свої програмні коди для Xbox, студія припинила розробку Kung Fu Chaos 2. Натомість вона розпочала роботу над пригодницьким бойовиком Kung Fu Story, який також був присвячений кунг-фу та китайським бойовим мистецтвам.
Під час розробки Kung Fu Story команда уважно стежила за ринком ігор і виявила, що аудиторія та видавці мали схильність до реалістичних ігор із високими виробничими якостями, а не проєктів із сильно стилізованими візуальними ефектами. Зрозумівши, що гра не сподобається аудиторії, студія вирішила значно розширити її можливості, щоби задовольнити вимоги гравців. Just Add Monsters змінила назву проєкту на Heavenly Sword і створила демоверсію з використанням персональних комп'ютерів, намагаючись передбачити можливості неанонсованих ігрових систем сьомого покоління. Видавці були зацікавлені у фінансуванні проєкту, але неохоче ставилися до цього через фінансові проблеми Argonaut, про які Just Add Monsters не знала. У жовтні 2004 року Argonaut почала процес ліквідації. Розробники взяли повторні іпотеки на своє житло, а генеральний директор Argonaut Джез Сан надав інвестиції, щоби допомогти команді викупити студію в адміністративного управління. У листопаді команда провела ребрендинг, змінивши назву на Ninja Theory, і продовжила розробку Heavenly Sword. Крістенсен стала головою відділу розробки, Антоніадес очолив відділ дизайну, а Болл став керівником технологічної групи, тоді як Сан зайняв місце в раді директорів.

### Heavenly Sword,EnslavedтаDmC(2004—2013)
Після ребрендингу студія мала вкрай обмежений капітал і тому могла підтримувати свою діяльність лише протягом трьох місяців. У той час Ninja Theory працевлаштовувала понад 50 осіб. Команда продовжувала представляти Heavenly Sword різним видавцям, але без успіху. Видавці сумнівалися в здатності студії створити технологічну гру через невелику кількість її співробітників. Оскільки варіантів залишалося небагато, у травні 2005 року Ninja Theory підписала контракт із Sony Computer Entertainment. Це врятувало студію від банкрутства, але права на інтелектуальну власність та технології перейшли до Sony, тоді як сам проєкт став ексклюзивом PlayStation 3. За словами Антоніадеса, переговори про угоду із компанією були «дуже важкими».
Ninja Theory, яка прагнула стати «провідною студією у світі», мала на меті перетворити Heavenly Sword на медіафраншизу, почавши від порту для PlayStation Portable і закінчивши художньою адаптацією. Бюджет гри становив 10—20 мільйонів $. Команда вклала багато зусиль у захоплення руху, співпрацюючи із компанією Weta Digital та Енді Серкісом, який став «драматичним режисером» проєкту. Над розробкою, яка тривала чотири з половиною роки, працювало понад 100 осіб. Sony активно втручалася в процес виробництва, обмежуючи творчу свободу команди, і хотіла, щоби Heavenly Sword «більше відповідала тому, чим має бути звичайний пригодницький бойовик». Багато функцій було видалено на завершальних етапах розробки, щоби вкластися в терміни випуску. Гра отримала загалом схвальні відгуки після випуску у вересні 2007 року та згодом набула культового статусу. Проте її продажі не виправдали очікувань, тому вона виявилася збитковою.
Ninja Theory почала виробництво продовження Heavenly Sword, але через працевлаштування багатьох співробітників для роботи над проєктом, той не відповідав «моделі аналізу витрат виробництва AAA». Антоніадес пояснив: «Зазвичай над розробкою починає працювати 15—25 осіб і їхне число зростає в міру виробництва. У нашому випадку це була команда із 80 [...] розробників». Крім цього, студія не могла розробляти інший проєкт, адже була зобов'язана працювати лише над ексклюзивом для Sony. Через небажання звільняти своїх співробітників, Ninja Theory вирішила шукати зовнішнє фінансування від іншого видавця для наступного проєкту, тоді як права на Heavenly Sword та її технології залишилися у власності Sony. Антоніадес назвав цей момент таким, що «розбиває серце».
Досліджуючи жанр уся у Heavenly Sword, Антоніадес прочитав роман «Подорож на Захід», який надихнув студію на створення пригодницького бойовика Enslaved: Odyssey to the West. Проте команда бажала спробувати щось нове, тому багато елементів фентезі й уся були перероблені як науково-фантастичні. Не маючи своїх власних технологій, студія використала ігровий рушій Unreal Engine від Epic Games. Оскільки Heavenly Sword була збитковою, Ninja Theory мала якнайшвидше представити нову гру видавцям, адже в студії лишалося мало резервних коштів. Спочатку вони підписали контракт із Green Screen, але через місяць компанію було закрито, тому видавцем гри стала Namco Bandai Games. Використовуючи лише дві третини бюджету Heavenly Sword, команда найняла Алекса Ґарланда як співавтора сценарію; за словами Антоніадеса робота з ним була «страхітливою», тоді як Ґарланд назвав розробників «доброзичливими». Ґарланд часто сперечався з Антоніадесом щодо додавання босів та брав участь у розробці дизайну гри. Енді Серкіс знову виконав захоплення руху, а Нітін Соні, композитор Heavenly Sword, вкотре написав музику.
Enslaved отримала загалом схвальні відгуки після випуску в жовтні 2010 року. Однак, як і у випадку із попередніми проєктами Ninja Theory, гра виявилася комерційним провалом. Студія розробила завантажуваний вміст Pigsy's Perfect 10 для однокористувацького режиму, тоді як розробка вмісту для багатокористувацького режиму була скасована через невтішні продажі. Відразу після завершення робот над Enslaved видавець Capcom вибрав Ninja Theory як розробника DmC: Devil May Cry, наступної частини серії Devil May Cry, оскільки був вражений колишніми проєктами студії, особливо Heavenly Sword. Capcom навмисно обрав західного розробника, щоби той «додав західного колориту в гру з традиційним японським стилем», і надав студії велику творчу свободу. Хідеакі Іцуно став куратором проєкту. Команда створила новий дизайн для протагоніста серії Данте, що спричинило негативну реакцію та певну критику. Деякі шанувальники погрожували вбивством розробникам; деякі з цих погроз були відправлені у вигляді коміксів та пісень в жанрі дез-метал. Антоніадес відповів на невдоволення шанувальників оновленим дизайном, сказавши, що «сутність Devil May Cry полягає в „крутості“», а дизайн епохи PlayStation 2 «більше не крутий». Попри суперечності, DmC здобула схвальні відгуки критиків після випуску в січні 2013 року. Гра стала комерційним успіхом для Ninja Theory, яка вперше одержала гонорар від проєкту, і досягла вершини рейтингів із продажу програмного забезпечення в США, Європі та Японії. Загальні продажі Heavenly Sword, Enslaved та DmC склали приблизно 4,5 мільйона копій.

### Диверсифікація портфеля таHellblade(2013—2018)
З появою восьмого покоління ігрових систем Ninja Theory спрогнозувала, що витрати на розробку зростуть, а видавці стануть ще консервативнішими стосовно фінансування проєктів. У результаті студія вирішила диверсифікувати свій ігровий портфель і розділилася на дрібніші команди для роботи над різними проєктами. Студія розробила умовно-безкоштовну мобільну гру Fightback для видавця Chillingo. За словами Антоніадеса, Fightback стала навчальним досвідом для студії, оскільки вони вивчили модель «гри як послуги», мобільні технології, управління сенсорного екрана та усвідомили конкурентний характер ринку мобільних ігор.
Антоніадес щодо невдалої спроби подання
Ninja Theory почала експериментувати із невеликими проєктами, без успіху пропонуючи їх видавцям. Команда подала гру жахів, над якою працювала разом із Ґарлендом, але видавці попросили додати ближній бій, а потім повідомили, що ігри жахів, як і ближній бій, не популярні на ігровому ринку. Студія й Ґарленд подали ще один проєкт, який був кооперативною грою для чотирьох гравців, але видавці наполягали на додаванні до нього елементів наукової фантастики чи фентезі, щоби гра стала успішною. Команда також експериментувала з багатокористувацькою грою з ближнім боєм. Видавці неохоче ставилися до його фінансування, оскільки проєкт не мав однокористувацького режиму, студія була недосвідченою, а бойовик із ближнім боєм не здавався прибутковим.
На початку 2013 року Ninja Theory спробувала розробити гру, яка б відповідала вимогам видавців, водночас залишаючись креативною. Проєкт, відомий як Razor, був багатокористувацькою грою, у якій перестрілки поєднувалися з ближнім боєм. Також серед його особливостей були розгалужена історія; бос, з яким тисячі гравців билися б місяцями; інтеграція з мобільним керуванням; та процедурно генеровані місії. Видавці спочатку були зацікавлені в проєкті, але після анонсування Destiny від Bungie, гри схожого характеру, більшість компаній не захотіли конкурувати з нею безпосередньо. Потім команда об'єдналася з одним видавцем для розробки проєкту на основі напрацювань Razor, але сторони розірвали угоду, оскільки видавець втрутився у творчу свободу Ninja Theory. Студія співпрацювала з Disney Interactive у 2014—2015 роках, здійснюючи додаткову розробку Disney Infinity 2.0 та Disney Infinity 3.0; ці проєкти допомогли підтримувати діяльність Ninja Theory.
Скасування Razor та питання Ґарланда про те, чому в індустрії відеоігор не було багато незалежних проєктів, подібно до незалежного кіновиробництва, спонукали команду розвинути модель «незалежної AAA». Команда твердо вірила, що є «золота середина між малобюджетною повністю незалежною розробкою та AAA [проєктами]». Студія вирішила не використовувати платформу для краудфандингу Kickstarter, вирішивши профінансувати проєкт самостійно. Це призвело до створення пригодницького бойовика Hellblade: Senua's Sacrifice, над яким працювала команда приблизно з 20 осіб. Через невеликий бюджет студія не стала проводити активну рекламну кампанію, а натомість створювала численні відеощоденники для зацікавлених гравців. Команда співпрацювала з кількома технологічними компаніями, як-от 3Lateral, Cubic Motion та Xsens, щоби допомогти із захопленням руху, що дало акторам змогу попередньо переглядати своє виконання. Оскільки гра досліджувала психічні захворювання та психоз, студія консультувалася з професійними нейробіологами та одержала фінансову підтримку від фонду Wellcome Trust. У вересні 2016 року Ninja Theory оголосила про заснування підрозділу Senua Studio для роботи над технологією створення віртуальних персонажів у реальному часі та випустила рейковий шутер Dexed для віртуальної реальності. Hellblade, яка була випущена в серпні 2017 року після трирічної розробки, здобула схвальні відгуки та високу оцінку за зображення психічних захворювань. Гру також спіткав комерційний успіх; вона стала прибутковою протягом трьох місяців після випуску і принесла більш як 13 мільйонів $ за продаж понад 500 тисяч копій. Гра була номінована на дев'ять премій BAFTA і виграла п'ять із них. Антоніадес вважав, що успіх Hellblade є підтвердженням того, що бізнес-модель незалежної AAA працює.

### Придбання Microsoft (з 2018)
У квітні 2018 році було повідомлено, що різні команди Ninja Theory розробляють кілька проєктів, включно з традиційними іграми та проєктами для віртуальної реальності. У червні Microsoft оголосила про придбання Ninja Theory та її подальше включення до Microsoft Studios; вартість угоди склала 117 мільйонів $. Антоніадес сказав, що вони уклали угоду, оскільки студія «хоче звільнитися від механізму AAA та робити ігри, орієнтовані на досвід, а не на монетизацію», і заявив, що це дало розробникам змогу продовжувати створювати невеликі та ризиковані ігри з творчою незалежністю. За словами керівника Microsoft Studios Метта Буті, компанія розглядала Ninja Theory як студію, яка створюватиме якісний контент, що відповідатиме сервісу за підпискою Xbox Game Pass. Того ж року команда консультувала ILMxLAB під час розробки A Star Wars VR Series: Vader Immortal — Episode I, а також випустила кілька проєктів для віртуальної реальності, а саме — відповідну версію Hellblade та гру жахів Nicodemus: Demon of Evanishment, яку студія створила спільно із компанією The Void, що демонструвала гру на певних локаціях. У жовтні 2019 року студія оголосила про заснування The Insight Project, метою якого є науково-дослідна робота в галузі психічного здоров'я. The Insight Project ґрунтується на співпраці між Ninja Theory та Полом Флетчером, психіатром та професором неврології з Кембриджського університету, який консультував студію під час розробки Hellblade. За допомогою The Insight Project студія планує створювати невеликі ігри, щоби «допомогти людям виявляти й контролювати негативні емоції».
У січні 2020 року студія випустила тизер-трейлер експериментальної гри Project: Mara. Антоніадес сказав, що проєкт є «реальним та обґрунтованим уявленням справжнього ментального жаху», додавши: «[Гра] значною мірою буде ґрунтуватися на дослідженнях, інтерв'ю та оповіданнях „з перших рук“, щоби максимально точно і правдоподібно відтворити жахи розуму». На той час студія працевлаштовувала 120 розробників. У березні було випущено черговий проєкт Ninja Theory — Bleeding Edge в жанрі MOBA, яка була анонсована в червні минулого року на виставці E3. Гра була натхнена першою грою студії Kung Fu Chaos та розроблялася з часів Hellblade на чолі з креативним директором Рані Такер. Bleeding Edge отримала неоднозначні відгуки критиків. У вересні 2022 року з'явилися повідомлення, що замість акторів озвучування Ninja Theory користується послугами компанії Altered AI, яка створює озвучування за допомогою штучного інтелекту. Пізніше розробники заявили, що використовують подібне озвучування лише для заповнення контенту на ранніх стадіях розробки. У березні 2024 року стало відомо, що Андоніадес залишив Ninja Theory. У травні студія випустила Senua's Saga: Hellblade II, яка отримала схвальні відгуки.

## Розроблені ігри

### Як Just Add Monsters
| Рік  | Назва         | Платформа | Видавець               |
| ---- | ------------- | --------- | ---------------------- |
| 2003 | Kung Fu Chaos | Xbox      | Microsoft Game Studios |

### Як Ninja Theory
| Рік  | Назва                           | Платформа                                                                               | Видавець                        | Коментарі                                                       |
| ---- | ------------------------------- | --------------------------------------------------------------------------------------- | ------------------------------- | --------------------------------------------------------------- |
| 2007 | Heavenly Sword                  | PlayStation 3                                                                           | Sony Computer Entertainment     | —                                                               |
| 2010 | Enslaved: Odyssey to the West   | PlayStation 3, Windows, Xbox 360                                                        | Namco Bandai Games              | —                                                               |
| 2013 | DmC: Devil May Cry              | PlayStation 3, PlayStation 4, Windows, Xbox 360, Xbox One                               | Capcom                          | —                                                               |
| 2013 | Fightback                       | iOS                                                                                     | Chillingo                       | —                                                               |
| 2014 | Disney Infinity 2.0             | iOS, PlayStation 3, PlayStation 4, PlayStation Vita, Wii U, Windows, Xbox 360, Xbox One | Disney Interactive Studios      | Допоміжна розробка для Avalanche Software та Heavy Iron Studios |
| 2015 | Disney Infinity 3.0             | Android, iOS, PlayStation 3, PlayStation 4, Wii U, Windows, Xbox 360, Xbox One          | Disney Interactive Studios      | Допоміжна розробка для Avalanche Software та Heavy Iron Studios |
| 2016 | Dexed                           | PlayStation 4, Windows                                                                  | Ninja Theory                    | —                                                               |
| 2017 | Hellblade: Senua's Sacrifice    | Nintendo Switch, PlayStation 4, Windows, Xbox One, Xbox Series X/S                      | Ninja Theory, Xbox Game Studios | —                                                               |
| 2018 | Nicodemus: Demon of Evanishment | —                                                                                       | The Void                        | Гра для віртуальної реальності, розроблена спільно із The Void  |
| 2020 | Bleeding Edge                   | Windows, Xbox One                                                                       | Xbox Game Studios               | —                                                               |
| 2024 | Senua's Saga: Hellblade II      | Windows, Xbox Series X/S                                                                | Xbox Game Studios               | —                                                               |
| —    | Project: Mara                   | —                                                                                       | Xbox Game Studios               | —                                                               |

## Філософія
Початкова мета Ninja Theory полягала в тому, щоби створити блокбастер для великих видавців та зайняти місце в індустрії відеоігор серед розробників AAA-проєктів. Проте команда поступово усвідомила, що модель видавців стримує творчу свободу розробників, через що ігри стають більш консервативними та не схильними до ризику. Тому команда створила модель «незалежної AAA», коли студія володітиме інтелектуальною власністю і видаватиме гру самостійно без участі великих видавців. Водночас гра, як і раніше, матиме високу виробничу якість, але продаватиметься за нижчою ціною. Антоніадес назвав креативність та наратив основними для студії. Він також сказав, що команда прагне робити наголос на історії, а не на ігровому процесі, вважаючи, що, якщо гра матиме якісний та цікавий сюжет, тоді якість ігрового процесу також покращиться, оскільки це зацікавить гравців продовжувати проходження Антоніадес заявив, що студія впроваджує в гру лише ті механіки, які допоможуть покращити ігровий процес; він навів приклад системи перманентної смерті і відсутність HUD в Hellblade‍.